# Sebramangust
Sebramangust (Mungos mungo) är en art som tillhör familjen manguster (Herpestidae). 

## Kännetecken
Dessa manguster har på den gråa eller gråbruna pälsen flera vita tvärstrimmor. Strimmorna börjar vid ryggens mitt och slutar vid svansroten. Fötterna och svansspetsen är svarta. En del av foten saknar hår. På de främre extremiteterna finns fem och på de bakre fyra tår. Med sina böjda klor kan de gräva i marken. Nosen liknar i formen en kon. Den yviga svansen slutar i en spets. Vuxna sebramanguster når en kroppslängd mellan 30 och 40 centimeter, en svanslängd mellan 23 och 29 centimeter och en vikt mellan 1 och 1,5 kilogram.

## Utbredning och habitat
De lever på savanner, i skogar och klippiga områden i Afrika, främst i de centrala och östra delarna. Utbredningsområdet sträcker sig från Gambia och Etiopien söderut till Sydafrika. Sebramangusten undviker alltför torra regioner som öknar och halvöknar.

## Levnadssätt
De lever i grupp precis som surikater. De är dagaktiva och livnär sig på smådjur (till exempel gnagare), insekter och ibland även frukt.
Sebramangustens bo ligger vanligtvis i gamla termitbon. Bon har en huvudkammare med en kubikmeters storlek och oftast flera andra kammare. Varje bo används vanligtvis bara en dag.
I gruppen som består av upp till 30 individer har i regel varje individ en speciell uppgift. Gruppen ledas av en dominant hona och hennes hane (alfadjur). Dessa två individer har normalt den största kunskapen. Kännetecknande är att gruppen även vårdar sjuka och klena medlemmar istället för att driva bort dem, som är vanligt hos flera andra djurarter.
Med förkärlek äter de fågelägg. Dessa kastas med de främre extremiteterna bakåt mellan de bakre extremiteterna tills de går sönder.
Sebramangustens naturliga fiender är stora rovdjur som hyenor, schakaler och leoparder samt större rovfåglar och ormar. Människan räknas inte till artens fiender på grund av att sebramangusten inte anses som skadedjur och de betraktas inte heller som smitthärd för sjukdomar.